# سنگ‌چشم-کوکوی نوک‌ستبر
سنگ‌چشم-کوکوی نوک‌ستبر (نام علمی: Coracina caeruleogrisea) گونه‌ای پرنده از تیرهٔ سنگ‌چشم-کوکویان است. این گونه در جزایر آرو و گینه نو یافت می‌شود. زیستگاه‌های طبیعی آن جنگل‌های پست نمناک نیمه‌گرمسیری یا گرمسیری و جنگل‌های کوهستانی نمناک نیمه‌گرمسیری یا گرمسیری است.